# Orgasmo (singolo)
Orgasmo è un singolo del cantautore italiano Calcutta, pubblicato il 15 dicembre 2017 come primo estratto dal terzo album in studio Evergreen.

## Video musicale
Il videoclip è stato diretto da Francesco Lettieri, già regista di video precedenti dello stesso artista.

## Classifiche
| Classifica (2017) | Posizione |
| ----------------- | --------- |
| Italia            | 11        |